# Alexandru Movilă
Alexandru Movilă (... – 1616) è stato un nobile moldavo.
Fu gospodaro di Moldavia dal 1615 al 1616, ma presto fu catturato dai Turchi e fatto convertire all'islam.